# David Nordahl
David Nordahl (Albert Lea, 1941) é um pintor estadunidense, mais notável por servir como retratista pessoal do cantor Michael Jackson de 1988 a 2005. Nordahl ganhou fama inicial através de suas pinturas escrupulosamente pesquisadas da vida apache.

## Biografia
David Nordahl nasceu em Albert Lea, Minnesota, em 1941. Cresceu em uma fazenda e começou a desenhar e pintar desde muito jovem. Sobre seus primeiros anos, Nordahl afirmou: "Não me lembro de não ter desenhado. Tive um pai abusivo e alcoólatra, e desenhar é algo que te tira do mundo real. Sempre me interessei por cowboys e indígenas. Eu vendi desenhos do Lone Ranger para meus colegas".
Nordahl se formou na Albert Lea High School em 1959. Além de pintar retratos, Nordahl também criou cenários para produções teatrais para o Albert Lea Civic Theatre em meados da década de 1960. Em 1964, em Minneapolis, fundou a Pandora Productions com Bart de Malignon, fazendo cartazes e cartazes com luz negra. Ele se mudou para Steamboat Springs, Colorado, em 1977. No Colorado, em 1978, Nordahl se concentrou exclusivamente em pintar retratos fotorrealistas da vida dos apaches, o que atraiu colecionadores devido aos seus detalhes meticulosos e alta qualidade.

### Patrocínio e amizade de Michael Jackson
Nordahl deixou o mundo da arte comercial para trabalhar como retratista particular de Michael Jackson em 1988. Ele recebeu um telefonema tarde da noite de Michael, que havia visto recentemente uma pintura de Nordahl no escritório de Steven Spielberg, retratando um ataque do século XIX a um acampamento apache por tropas do Exército dos Estados Unidos. Contatando inicialmente Nordahl para aulas de arte, Michael Jackson rapidamente encontrou uma alma gêmea e um amigo. Isto levou a uma colaboração criativa que, até 2005, rendeu milhares de desenhos e cerca de uma dúzia de encomendas de grande escala.
O vínculo de Nordahl e Michael Jackson foi fortalecido não apenas pela apreciação artística mútua, mas também pela experiência compartilhada de infâncias traumáticas. “Eu cresci em um lar difícil e ele também”, diz Nordahl. “Não tivemos tempo para brincar quando criança. Somos ambos fanáticos por trabalho”. Além de seu trabalho como retratista, Nordahl forneceu projetos para o parque de diversões de Michael Jackson no Rancho Neverland. Juntos, eles também criaram pinturas e planos para parques de diversões e atrações em Las Vegas.

## Carreira pós-Michael Jackson
Desde a mudança de Michael Jackson para o Bahrein em 2005 (e posteriormente sua morte em 2009), Nordahl voltou a pintar apaches e outros temas como fantasia, pessoas e animais. Suas pinturas podem ser encontradas em museus e coleções particulares nos EUA e em muitos países estrangeiros. Ele é atualmente representado pela Settlers West Galleries em Tucson.

## Vida pessoal
Nordahl atualmente reside em Santa Fé, Novo México, com sua esposa, a artista Lori Peterson. O filho de Nordahl, Blane David Nordahl [en] foi preso em agosto de 2013 em conexão com uma série de roubos que se concentraram inteiramente em peças de prata antigas.